# エミリアーノ・ベラスケス
エミリアーノ・ダニエル・ベラスケス・マルドナード（Emiliano Daniel Velázquez Maldonado,  1994年4月30日 - ）は、ウルグアイ・モンテビデオ県モンテビデオ出身のプロサッカー選手。スペイン・プリメーラ・ディビシオンのラージョ・バジェカーノに所属している。ポジションはDF。

## 来歴
ユース時代からダヌービオFCで過ごし、2011-12シーズンにトップチームに昇格。2013年8月31日のウルグアイ・プリメーラ・ディビシオンのリベルプールFC戦で、プロ初ゴールを記録。
2014年8月27日、アトレティコ・マドリードと5年契約を締結し、ヘタフェCFへのローン移籍が決定。9月28日のマラガCF戦で、プリメーラ・ディビシオン初出場を果たし、1-0の完封勝利に貢献。12月21日のグラナダCF戦で、リーガ初ゴールを決めた。その後シーズン終了後の2015年7月2日に、2015-16シーズンもヘタフェでプレーすることが発表された。
しかし、2015-16シーズン終了後、当時のアトレティコはFIFAから選手獲得に関する違反を犯していたことが判明していたことによる制裁を受けていた関係で、選手獲得が制限され、ベラスケスはアトレティコに復帰することが出来ず、2016-17シーズンはポルトガルのSCブラガでプレー。
2016-17シーズン終了後も同様の問題でアトレティコには復帰出来ず、2017年7月26日にヘタフェに再びローン移籍で加入が発表されたものの、ヘタフェではラ・リーガに復帰したことによる戦力補強の為に人員増加という問題が発生。結局ベラスケスの移籍先はラージョ・バジェカーノに変更する形となり、8月24日にラージョ・バジェカーノへの移籍が決定。2017-18シーズンはセグンダ・ディビシオンで25試合2得点を記録し、チームは2部リーグで優勝。2015-16シーズン以来のラ・リーガ復帰を達成。2018年7月23日に完全移籍が決定し、3年契約を締結した。

## ウルグアイ代表
ユース世代は2011 FIFA U-17ワールドカップと2013 FIFA U-20ワールドカップに出場し、いずれも準優勝を経験。2013年9月8日のコロンビア戦で、ウルグアイ代表デビューを果たした。